# Око света (албум)
Око света је једини студијски албум музичког дуа Елитни одреди који је прославио музичаре Владимира Матовића Вонту и Рељу Поповића Дриму. Издат је 2010. године за Голд аудио видео, и све текстове на албуму су писали Влада и Реља осим песме Што те волим коју је радио Цвија. Музику су радили Т-блејзер и Слободан Вељковић Цоби. Песма Другу нећу је дует са Ша, а Кад би знала колаборација са Реборн, на песмама Нема нас и Џек и чивас гост вокал је Дарко Јовановић. Само да си са мном је била велики хит и за њу је снимљен музички спот, који је продуцирао Љубба.

## Списак песама
Аутор(и) свих текстова: Владимир Матовић, Реља Поповић, осим песме 11 Цвија, аутор(и) свих песама: Слободан Вељковић, Т-блејзер, осим песме 15 Страхиња Миленковић.
| №   | Назив                 | Трајање |  |
| 1.  | Само да си са мном    |         |  |
| 2.  | Другу нећу            |         |  |
| 3.  | Једноставно           |         |  |
| 4.  | Ја бих хтео да знам   |         |  |
| 5.  | Молим бога            |         |  |
| 6.  | Кад би знала          |         |  |
| 7.  | Нема нас              |         |  |
| 8.  | Осећај                |         |  |
| 9.  | Љубав и милион долара |         |  |
| 10. | Џек и чивас           |         |  |
| 11. | Што те волим          |         |  |
| 12. | Где год да крене      |         |  |
| 13. | Деца града            |         |  |
| 14. | Рај                   |         |  |
| 15. | Може боље             |         |  |